# Santa Perpètua de Mogoda
Santa Perpètua de Mogoda település Spanyolországban, Barcelona tartományban. Lakosainak száma 25 960 fő (2024).

## Földrajza
Santa Perpètua de Mogoda Montcada i Reixac, Barberà del Vallès, Polinyà, Sabadell, Palau-solità i Plegamans, La Llagosta és Mollet del Vallès községekkel határos.

## Népesség
A település lakosságának változását az alábbi diagram mutatja:
| Lakosok száma | 292  | 1611 | 2492 | 3618 | 14 997 | 20 844 | 25 048 | 25 409 | 25 799 | 25 960 |
|               | 1717 | 1887 | 1936 | 1960 | 1986   | 2004   | 2009   | 2014   | 2019   | 2024   |